# بالتيمور
بالتيمور  أو (نقحرة: بالتيمور) (بالإنجليزية: Baltimore)‏ هي أكبر مدن ولاية ميريلاند الأمريكية، ورابع أكبر مدن الساحل الشرقي للولايات المتحدة بعد مدينة نيويورك وفيلادلفيا وجاكسونفيل، وتحتل المدينة المرتبة 26 من حيث عدد السكان في البلاد.
في عام 2005 بلغ عدد سكان المدينة 641943 نسمة. تقع المدينة في م. سميت المدينة بهذا الاسم نسبة إلى مالك مستعمرة ميريلاند السابق اللورد بالتيمور. في بداية القرن 19 كانت المدينة ثاني أكبر ميناء يستقبل المهاجرين، تأسست المدينة في 30 تموز / يوليو من سنة 1729 وسميت على اسم اللورد بالتيمور. و يقع في بالتيمور ملعب بنك إم تي لفريق بالتيمور ريفنز.

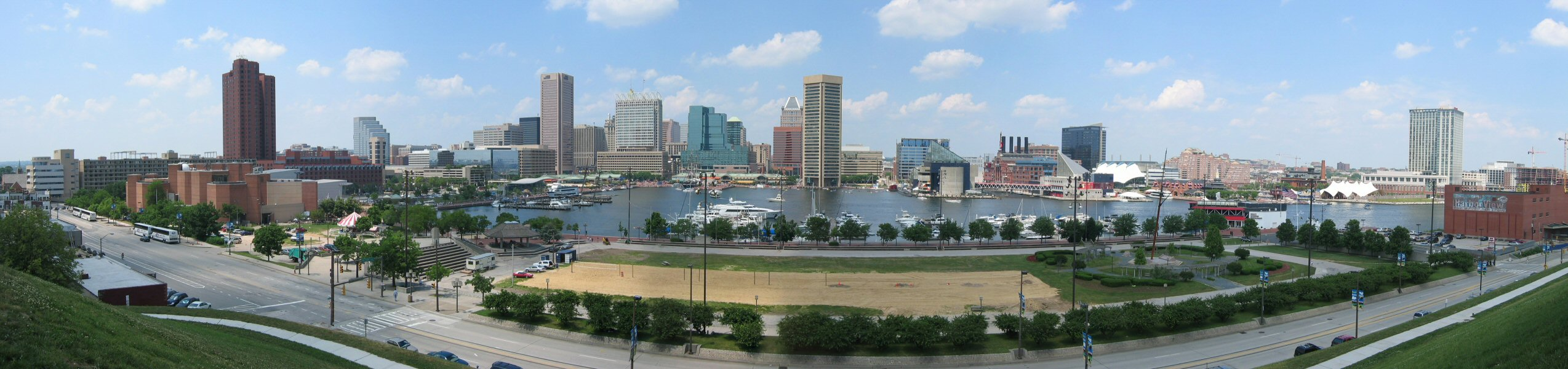
الميناء الداخلي في بالتيمور

## الجغرافيا
تقع بالتيمور في الوسط الشمالي لماريلاند على ضفاف نهر باتبسكو الذي يصب على خليج تشيزبيك.

## توأمة
لبالتيمور اتفاقيات توأمة مع كل من:
- كاواساكي
- بيرايوس
- ساليرنو
- جنوة (15 مارس 1985 - )
- قادس
- شيامن
- غبارنجا
- الإسكندرية
- الأقصر
- أوديسا (1975 - )
- روتردام
- بريمرهافن
- عسقلان
- مدينة ميتروبوليتان جنوة (15 مارس 1985 - )

## أعلام
- فرانك زابا
- إدغار آلان بو
- مايكل فيلبس
- روبرت غودارد
- هنري غانثر
- جيمس غيبونز
- ألكسندر هيغ
- ديفين
- نانسي بيلوسي
- جون رولز
- دانيال ناثانز
- آنا فاريس
- توم كلانسي

## أحداث
- في 10 أغسطس 2020، وقع انفجار ضخم في خط غاز بأحد المباني السكنية، مما أسفر عن مقتل شخص واحد على الأقل وفقد خمسة وإصابة عدد آخر. كما دمر عددًا من المنازل وتضررت أخرى.[10][11]

- في 26 مارس 2024، انهار جسر فرانسيس سكوت كي الذي يعبر فوق نهر باتابسكو إثر اصطدام سفينة حاويات بأحد أعمدته بعد فقدان طاقمها السيطرة عليها، مما أدى إلى غرق وفقدان العشرات، فضلًا عن اخلاف أضرار مادية.[12]

## وصلات خارجية
- الموقع الرسمي